# Estació d'Hostalric
Hostalric és una estació de ferrocarril propietat d'adif situada al nord-oest de la població d'Hostalric, a la comarca de la Selva. L'estació es troba a la línia Barcelona-Girona-Portbou i hi tenen parada trens de Rodalies de Catalunya de la línia R2 Nord dels serveis de rodalia de Barcelona i la línia R11 dels serveis regionals, operats per Renfe Operadora.
Aquesta estació de la línia de Girona va entrar en servei l'any 1860 quan va entrar en servei el tram construït per la Camins de Ferro de Barcelona a Granollers (posteriorment esdevindria Camins de Ferro de Barcelona a Girona) entre Granollers Centre i Maçanet-Massanes, com a prolongació del ferrocarril de Barcelona a Granollers.
L'any 2019 va registrar l'entrada de 77.000 passatgers.

## Línia
- Línia 270 (Barcelona-Hostalric-Portbou)

## Serveis ferroviaris
| Procedència/Destinació                     | <                      | Línia | >                | Procedència/Destinació                          |
| ------------------------------------------ | ---------------------- | ----- | ---------------- | ----------------------------------------------- |
| Rodalia de Barcelona                       |                        |       |                  |                                                 |
| Aeroport Sants                             | Riells i Viabrea-Breda |       | Maçanet-Massanes | Maçanet-Massanes                                |
| Serveis regionals de Rodalies de Catalunya |                        |       |                  |                                                 |
| Barcelona-Sants                            | Riells i Viabrea-Breda |       | Maçanet-Massanes | Girona Figueres Portbou / Cervera de la Marenda |